# Iringa

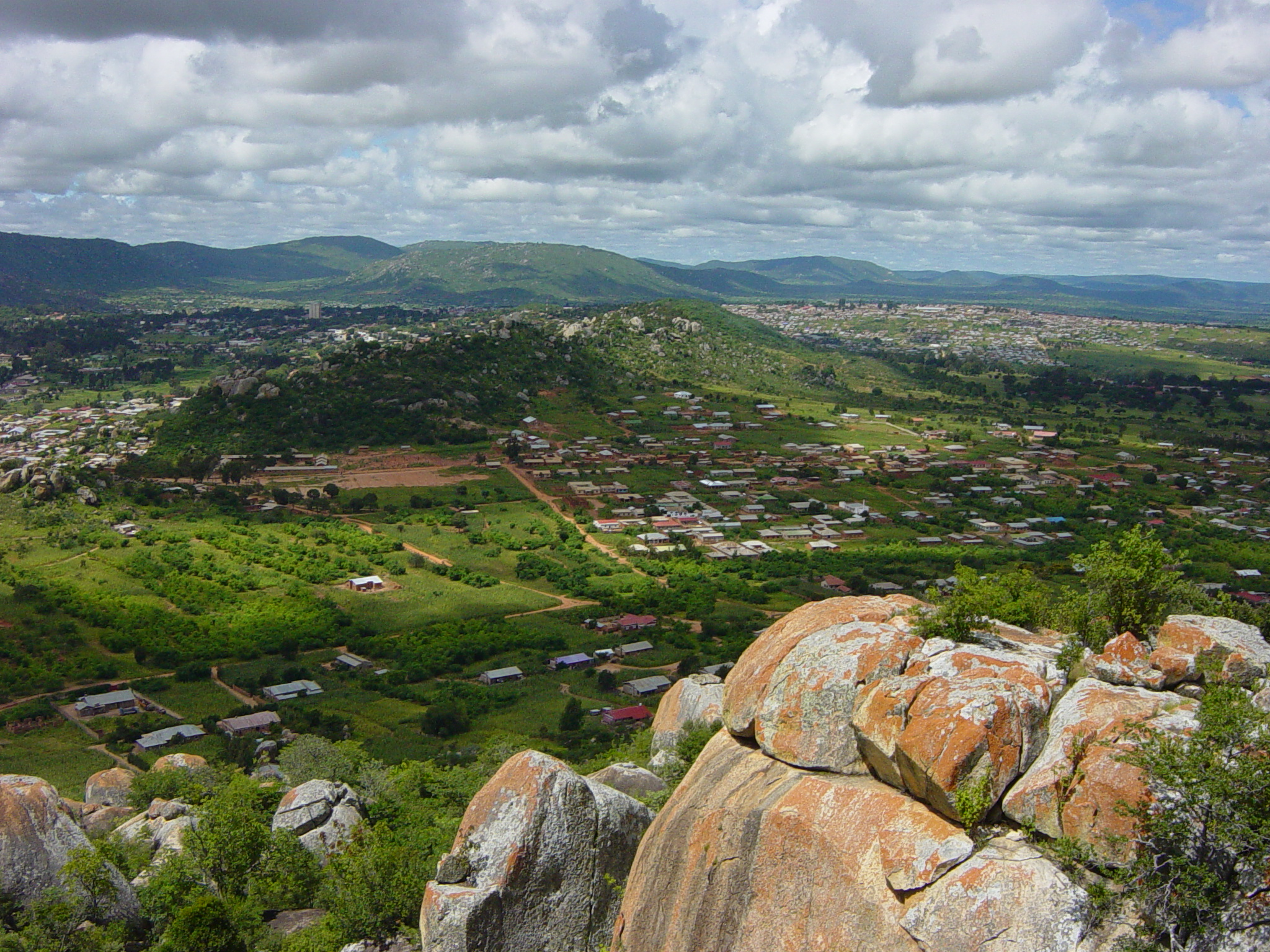
Utsikt över Iringas omgivning.

Iringa är en stad i centrala Tanzania, och är den administrativa huvudorten för regionen med samma namn. Staden ligger lite mer än 1 500 meter över havet, och grundades på 1890-talet av tyskarna som utgångspunkt för försvaret mot det dåvarande upproret i området av Hehefolket under ledning av den legendariske hövdingen Mkwawa. 
Ordet "Iringa" är en förvanskning av heheordet lilinga, som betyder fästning. De tyska kolonialherrarna förknippade området med dess fästningar. Den mest kända fästningen var hövding Mkwawas fästing i Kalenga.
Iringa är en knutpunkt för trafiken till och från Dar es-Salaam i öster, Dodoma i norr och Mbeya i sydväst. 

## Stad och distrikt
Iringa är ett av regionens sju distrikt, Iringa stad (engelska Iringa Urban, swahili Iringa Mjini), och hade en beräknad folkmängd av 146 762 invånare 2009 på en yta av 146,93 km². Distriktet består av fjorton shehia. Iringas sammanhängande, urbaniserade område omfattar delar i samtliga shehia och har ungefär 140 000 invånare (2009). 